# Ирса (станция)
Ирса — станция на линии Волховстрой — Чудово Санкт-Петербургского отделения Октябрьской железной дороги.

## Пригородное сообщение
Через станцию с остановкой по ней проходят пригородные поезда сообщением Чудово-I — Волховстрой-I, Волховстрой-I — Чудово-I, Волховстрой-I — Тигода, Тигода
— Волховстрой-I, поезд "Ласточка" сообщением Петрозаводск — Псков, Псков — Петрозаводск.
Без остановки: дизель-эктропоезд ДТ1 сообщением Великий Новгород - Пестово, Пестово - Великий Новгород; Великий Новгород — Окуловка, Окуловка — Великий Новгород.

## Дальнее сообщение
Периодически по станции проходят поезда дальнего следования 091А Мурманск - Москва и 092А Москва - Мурманск.